# 女は復讐する
『女は復讐する』（おんなはふくしゅうする）は、1966年10月15日に松竹が製作・配給したエロスサスペンス映画。原作は笹沢左保の『空白の起点』。長谷和夫監督作品、主演天知茂。
生命保険会社の調査員が生命保険が掛けられたある死亡事故について調査していくうち、一人の女と深い仲になるが、その女の秘められた過去を知る。

## 出演者
- 新田純一：天知茂
- 小梶鮎子：川口小枝
- 佐伯初子：原知佐子
- 高良井刑事：中谷一郎
- 小梶裕一郎：露口茂
- 志津：岩崎加根子
- 塚本：美川陽一郎
- 主任：天草四郎
- 五十嵐課長代理：園井啓介
- 時田：吉田義夫
- 安田ゆき：笠置シヅ子
- 小梶美智雄：加藤嘉
- 国分久平：菅井一郎

## スタッフ
- 監督 : 長谷和夫
- 製作 : 岡部竜 、杉崎左保
- 企画 : A&Bプロモーション
- 撮影 : 小杉正雄
- 脚本 : 宮川一郎
- 音楽 : 牧野昭一
- 編集 : 笠間編集工房